# Robert Morrison
Robert Morrison (Hoa văn Phồn thể: 馬禮遜; Giản thể: 马礼逊 – "Mã Lễ Tốn") (5 tháng 1 năm 1782 – 1 tháng 8 năm 1834) là nhà truyền giáo người Scotland, và là nhà truyền giáo Kháng Cách đầu tiên đến Trung Hoa. Trong suốt hai mươi lăm năm ông làm việc cật lực để dịch Kinh Thánh sang Hoa ngữ, và làm báp têm cho mười tín hữu Trung Hoa. Morrison là người tiên phong trong công cuộc dịch thuật Kinh Thánh sang tiếng Hoa và lập kế hoạch phổ biến Kinh Thánh rộng khắp. Morrison cộng tác với các cộng sự như Walter Henry Medhurst và William Milne (chuyên về in ấn), Samuel Dyer (nhạc phụ của Hudson Taylor), Karl Gutzlaff (nhà ngôn ngữ học người Phổ), và Peter Parker (bác sĩ truyền giáo đầu tiên đến Trung Hoa). Trong 27 năm phục vụ ở Trung Hoa, ông chỉ có một lần nghỉ phép duy nhất tại quê nhà. Thời ấy, các hoạt động truyền giáo bị hạn chế trong phạm vi Quảng Châu và Macau. Morrison và các đồng sự tập trung vào nỗ lực phổ biến ấn phẩm Cơ Đốc cho giới thương nhân, có vài người trong số họ đến với Cơ Đốc giáo, và thiết lập nền móng cho các đề án giáo dục và y tế về sau đã tạo ảnh hưởng đáng kể trên văn hóa và lịch sử của đất nước đông dân nhất thế giới. Tuy nhiên, khi được hỏi ông có mong đợi một sự tác động tâm linh mạnh mẽ trên người Trung Hoa hay không, câu trả lời của Morrison, "Không, nhưng tôi vẫn hi vọng Chúa thực hiện điều đó."

## Thiếu thời
Là con trai của James Morrison, một người Scotland làm thuê trong nông trại, và Hannah Nicholson, một phụ nữ người Anh, Robert Morrison chào đời ngày 5 tháng 1 năm 1782 tại Bullers Green gần Morpeth, Northumberland, Anh Quốc. Song thân của Robert đều là thành viên tích cực của Giáo hội Trưởng Lão Scotland. Họ kết hôn năm 1768, Robert là con út của gia đình có tám con. Lúc lên ba, cậu cùng gia đình dọn đến Newcastle, ở đó cha cậu hoạt động thành công trong nghề buôn bán giày.
Được trưởng dưỡng trong một gia đình Cơ Đốc sùng tín, Robert sớm hiểu biết Kinh Thánh và giáo lý Trưởng Lão. Cậu bé Robert mười hai tuổi đã đọc thuộc lòng trước vị mục sư toàn bộ chương 119 sách Thi Thiên (dài đến 176 câu) mà không mắc lỗi. Nước Anh, sau khi được đánh thức bởi cuộc phục hưng tôn giáo khởi phát bởi John Wesley, đặc biệt quan tâm đến công cuộc truyền bá phúc âm ở hải ngoại với nhiều tổ chức truyền giáo được thành lập trong giai đoạn này.

Lúc 14 tuổi, Robert nghỉ học đến tập việc tại doanh nghiệp của cha. Trong hai năm, cậu chỉ quan tâm đến công việc và có lúc cũng say sưa chè chén. Robert thuật lại:
| “ | Khoảng 5 năm trước [1798] tôi bị cáo trách về tội lỗi... tôi bắt đầu quan tâm đến linh hồn mình. Tôi cảm nhận được mối hiểm nguy của sự đoán phạt đời đời. Nỗi sợ hãi về cái chết bao trùm tôi, suốt đêm tôi kêu khóc với Chúa, xin Ngài thứ tha tội lỗi, xin Ngài cho tôi hướng lòng về Cứu Chúa và làm tươi mới tâm linh tôi. Tội lỗi là một gánh nặng, nhưng khi ấy tôi trải nghiệm một sự thay đổi trong đời sống, và tôi tin tấm lòng tôi cũng được thay đổi. Tôi từ bỏ đám bạn vô tâm, chuyên chú đọc sách, suy ngẫm, và cầu nguyện. Thiên Chúa đã đẹp ý mặc khải Con Ngài trong tôi, cùng lúc ấy tôi nếm biết "sự tốt lành của tuổi trẻ và tình yêu đôi lứa." Mặc dù những cảm xúc bồng bột ban đầu cũng tan dần, tôi tin là tình yêu và sự hiểu biết về Cứu Chúa của tôi ngày một gia tăng. | ” |

Dù phải làm việc từ 12 đến 14 giờ mỗi ngày, Robert vẫn cố sắp xếp hầu có thể dành riêng hai giờ trong ngày để đọc và suy ngẫm Kinh Thánh. Robert thích đọc sách, cố tìm mọi cơ hội để đọc dù cậu không có nhiều tiền để mua sách. Robert có thói quen viết nhật ký từ khi còn bé, những trang nhật ký cho thấy cậu thường tra xét nội tâm với khả năng cảm nhận sâu sắc về những khiếm khuyết của bản thân.
Năm 1801, khi biết mình muốn trở thành một nhà truyền giáo, Robert khởi sự học tiếng Latin, Hi Lạp, Hebrew cũng như tìm đến Mục sư W. Laider để nghiên cứu thần học và học môn tốc ký, mặc dù cha mẹ cậu phản đối sự lựa chọn này. Không chỉ đến nhà thờ mỗi chủ nhật, thăm viếng người bệnh, dạy học cho trẻ em nghèo, Robert còn tìm cách chia sẻ đức tin với các đồng nghiệp và một thủy thủ.
Ngày 7 tháng 1 năm 1803, Robert vào Học viện Hoxton ở Luân Đôn để được đào tạo cho chức vụ mục sư thuộc giáo phái Tự trị Giáo đoàn. Cậu thường thăm viếng người nghèo, người bệnh, thuyết giáo tại các làng chung quanh Luân Đôn trong khi vẫn duy trì việc học tập.
Từ lúc 17 tuổi, Robert đã chịu cảm động sâu sắc khi đọc các bài viết về công cuộc truyền giáo, nhưng vì rất yêu mẹ, cậu hứa sẽ không rời bỏ mẹ trong khi bà còn sống. Robert giữ lời hứa, chăm sóc mẹ trong lần lâm bệnh cuối cùng và được bà đồng ý cho phép ra nước ngoài phục vụ công cuộc truyền giáo.

## Chuẩn bị
Sau khi thân mẫu qua đời, ngày 27 tháng 5 năm 1804, Morrison nộp đơn xin gia nhập Hội Truyền giáo Luân Đôn, và được chấp nhận sau một lần phỏng vấn.
Trước đó, năm 1798, Mục sư William Willis Moseley ở Northamptonshire đặc biệt quan tâm đến nhu cầu tâm linh ở đất nước Trung Hoa xa xôi. Ông gởi thư kêu gọi "thành lập hội dịch thuật Kinh Thánh sang các ngôn ngữ đông phương". Tình cờ tìm thấy trong một bản viết tay tiếng Hoa hầu hết các sách trong Tân Ước (có lẽ của các giáo sĩ Dòng Tên) đang phủ bụi trong Bảo tàng Anh Quốc. Ông in ra 100 ấn bản cùng một tiểu luận về "tầm quan trọng của việc dịch thuật và ấn hành Kinh Thánh trong ngôn ngữ Trung Hoa", gởi đến tất cả Giám mục Giáo hội Anh, và các tổ chức truyền giáo, để rồi chỉ nhận được những phản hồi tiêu cực. Tuy nhiên, một ấn bản đã đến tay Tiến sĩ Bogue, khi ấy là viện trưởng Học viện Hoxton. Trong lời phúc đáp gởi đến Moseley, Tiến sĩ Bogue viết rằng nếu còn trẻ tuổi ông chắc đã "cống hiến trọn những ngày còn lại trong đời cho công cuộc truyền bá phúc âm ở Trung Hoa", và hứa rằng sẽ tìm kiếm người cho công cuộc truyền giáo ở đó. Sự chọn lựa của Bogue rơi vào Morrison, cậu gởi thư thuyết phục một người bạn cộng tác với mình trong sứ mạng này,

Tôi hi vọng sẽ thuyết phục được bạn đồng ý cộng tác với tôi. Hãy nhớ đến 350 triệu linh hồn ở Trung Hoa không có cách nào để nhận biết Giê-xu là Cứu Chúa...
Morrison trở lại Luân Đôn để thu thập kiến thức y khoa với Bác sĩ Blair tại Bệnh viện St Bartholomew, và thiên văn học với Tiến sĩ Hutton tại Đài Thiên văn Greenwich. Ông cũng chăm chỉ học Trung văn, nhất là với một người bạn cùng nhà trọ tên Yong Sam-tak đến từ Quảng Châu. Hai người cùng nghiên cứu một bản dịch Trung văn các sách Phúc âm gọi là Evangelia Quatuor Sinice, có lẽ của một giáo sĩ Dòng Tên, và một bản viết tay từ điển Latin-Hoa ngữ. Morrison đạt được những tiến bộ đáng kể trong nỗ lực đọc và viết một trong những ngôn ngữ khó nhất đối với người nói tiếng Anh. Mục tiêu được ban giám đốc hội truyền giáo đề ra cho Morrison là nắm vững kỹ năng giao tiếp, biên soạn từ điển, và nếu có thể, dịch thuật Kinh Thánh sang tiếng Hoa để chuẩn bị cho các nhà truyền giáo đến sau. Như thế, Morrison phải đến Trung Hoa, đối đầu với sự thiếu thân thiện của nhà cầm quyền, vì lúc ấy người nước ngoài bị nghiêm cấm tiếp xúc với dân chúng ngoại trừ trong giao thương. Họ bị tra hỏi cặn kẽ về công việc sẽ làm, nếu không có lời giải thích thỏa đáng, sẽ bị trục xuất ngay trong chuyến tàu kế tiếp. Morrison tỏ ra quan ngại về những khó khăn này, trong tháng 7 năm 1806, ông về thăm và từ biệt gia đình, cũng như đi thuyết giảng ở Luân Đôn, Edinburg và Glasgow.

## Tiên khởi

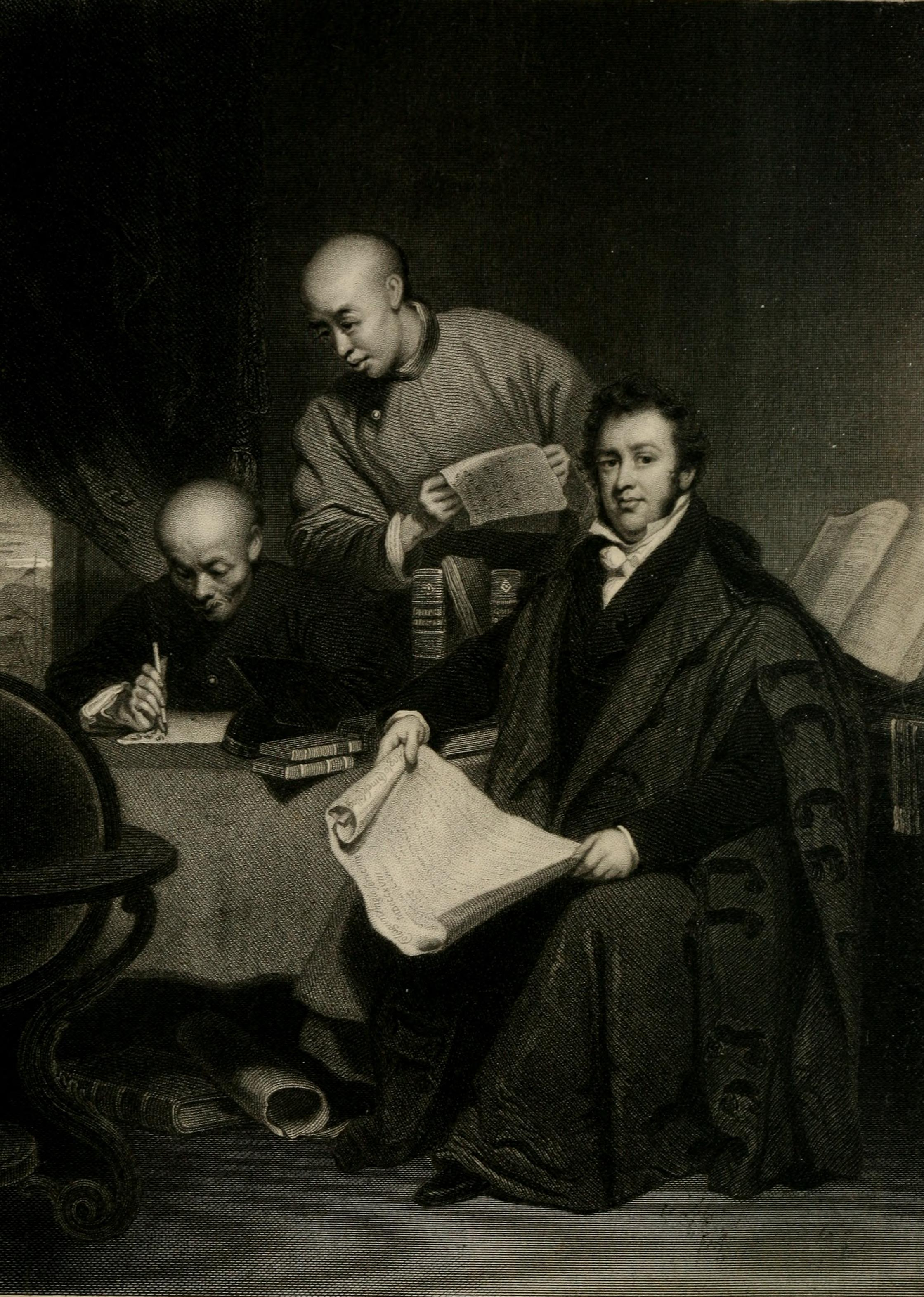
Morrison và các phụ tá người Hoa phiên dịch Kinh Thánh

Ngày 8 tháng 1 năm 1807, lễ phong chức mục sư cho Morrison cử hành tại nhà thờ Scotland đường Swallow. Ngày 31 tháng 1, ông lên tàu sang Mỹ. Do Công ty Đông Ấn không chấp nhận hành khách là nhà truyền giáo mà lúc ấy cũng không có tàu nào khác đến Trung Hoa, Morrison buộc phải đến New York trước, ở lại Mỹ gần một tháng. Nhờ sự can thiệp của lãnh sự quán Mỹ tại Quảng Châu Morrison được phép lưu trú tại Trung Hoa. Ngày 12 tháng 5, ông lên tàu Trident trực chỉ Macau.
Sau chuyến hải hành kéo dài 113 ngày, tàu cập bến Macau ngày 4 tháng 9 năm 1807. Với thư giới thiệu, Morrison đến gặp một số nhân vật quan trọng người Anh và Mỹ ở đây. Dù tiếp đón ân cần, họ khuyên ông không nên thực thi sứ mạng truyền giáo ở Macau. Ngày 7 tháng 9, Morrison bị trục xuất khỏi Macau, khi ấy Macau là thuộc địa của Bồ Đào Nha không có thiện cảm với các giáo sĩ Kháng Cách. Ông đến sống ở Thập Tam Hành (十三行) bên ngoài thành Quảng Châu (khu vực dành riêng cho thương nhân nước ngoài), nhờ lòng tốt của một người Mỹ dành cho Morrison một căn phòng trong nhà ông.
Đây là thời gian khó khăn cho Morrison, ông hầu như sống ẩn dật, không dám đi ra ngoài, cũng không thể tin tưởng những người Hoa giúp việc và dạy tiếng cho ông. Morrison cố học theo cách sống của người Hoa. Ông làm quen với thức ăn Trung Hoa, học cách sử dụng đũa, để móng tay dài, cột tóc đuôi sam, mặc trang phục và đi giày như người Hoa. Tuy nhiên, trái với sự mong đợi của ông, những điều này chỉ làm cư dân địa phương càng thêm nghi ngờ. Cuối cùng, Morrison phải từ bỏ nỗ lực hội nhập theo cung cách ấy.
Bùng nổ chiến sự giữa Pháp và Anh, tàu chiến Anh đánh chiếm Macau nhằm bảo vệ các hoạt động mậu dịch của Anh. Nhà Chức trách Trung Hoa ở Quảng Châu tức giận tìm cách trả đũa vào cư dân Anh sống ở đây. Người Anh phải lên tàu lánh nạn đến Macau, trong số đó có Morrison. Rồi chiến sự chấm dứt, tàu chiến Anh bỏ đi, nhưng sự nghi ngờ của người Hoa đối với người nước ngoài càng gia tăng.

## Công ty Đông Ấn
Ngày 1 tháng 6 năm 1808, Morrison ngã bệnh phải trở lại Macau. Trong thời gian này ông cố sức trau giồi tiếng Quan thoại và tiếng Quảng Đông, mặc dù gặp nhiều khó khăn trong cuộc sống. Khó có thể tìm ra người chịu chứa chấp ông, và phải trả tiền thuê một căn phòng tồi tàn chực đổ trên tầng thượng với giá cắt cổ. Dù vậy, Morrison vẫn tiếp tục làm việc, hằng ngày đánh vật với quyển từ điển tiếng Hoa, và khởi sự cầu nguyện, tuôn đổ linh hồn mình với Chúa bằng thứ tiếng Hoa trộn trạo hầu có thể nắm vững ngôn ngữ này. Cuộc sống cô độc luôn lẫn trốn vì sợ bị trục xuất đã khiến sức khỏe của ông suy giảm nghiêm trọng.

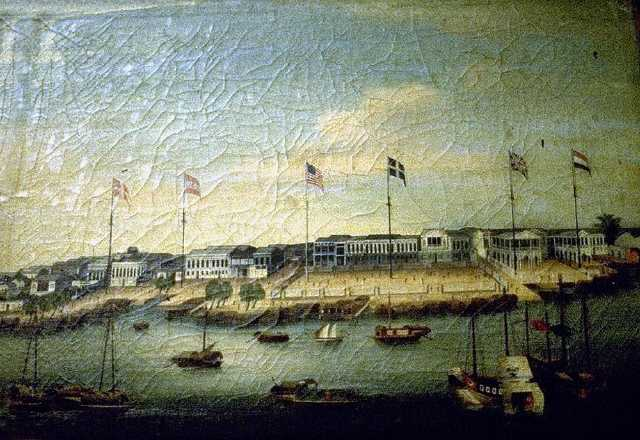
Các hãng xưởng năm 1780, cắm cờ của Đan Mạch, Tây Ban Nha, Hoa Kỳ, Thuỵ Điển, Anh Quốc, Hà Lan

Năm 1809, Morrison gặp Mary Morton, hôn lễ tổ chức vào ngày 20 tháng 2 cùng năm. Hai người có ba con: James Morrison (chết khi mới sinh, năm 1811), Rebecca Morrison (1812), và John Robert Morrison (1814).
Ngay trong ngày cưới, Morrison được bổ nhiệm làm thông dịch viên cho Công ty Đông Ấn với mức lương 500 bảng Anh mỗi năm. Ông phải trở lại Quảng Châu một mình vì phụ nữ ngoại quốc không được phép cư trú tại đây, để người vợ mới cưới ở lại Macau.
Công việc này là một cơ hội tốt cho Morrison vì giúp ông được an toàn khi làm việc, cũng như tiếp tục các nỗ lực truyền giáo mà ông luôn ấp ủ trong lòng. Việc dịch thuật hằng ngày giúp ông thông thạo tiếng Hoa hơn và cho ông cơ hội tiếp xúc với người dân địa phương. Hơn nữa, ông được tự do đi lại trong vùng.
Vùng biển giữa Macau và Quảng Đông khi ấy đầy dẫy cướp biển, mà gia đình Morrison phải di chuyển qua lại trên vùng biển này nhiều lần. Cũng có những lúc hải tặc đột nhập vào thành phố mà chính quyền không làm được gì. Tình trạng căng thẳng này tác động mạnh đến Mary khiến bà lo âu nhiều. Mặt khác, không có hội đoàn nào ở Quảng Châu thích hợp với họ, các cư dân người Anh và người Mỹ rất tốt bụng nhưng không mấy thiện cảm với công cuộc truyền giáo. Con trai đầu lòng của họ chết khi vừa chào đời. Quá đau buồn, Morrison rút về sống ẩn dật trên sườn núi. Vợ ông trở bệnh nặng. Đồng nghiệp xem ông là một kẻ điên rồ.
Năm 1812, Morrison hoàn thành quyển ngữ pháp tiếng Hoa, gởi sang Bengal để in. Đây là một công trình quan trọng giúp người Anh và người Mỹ hiểu biết hơn về Trung Hoa. Morrison cho in một tiểu luận và sách giáo lý. Ông dịch sách Công vụ các Sứ đồ sang Hoa ngữ, tiếp đó là Phúc âm Lu-ca. Tuy nhiên, hoàn cảnh lúc ấy khó có thể xem là thuân lợi cho việc phát triển Cơ Đốc giáo tại Trung Hoa. Giới hữu trách tỏ ra quan ngại khi các ấn phẩm của Morrison đến tay họ, ban hành lệnh cấm nhắm vào Morrison và những người Âu mà họ xem là đang cố làm suy giảm ảnh hưởng tôn giáo bản địa. Phổ biến các tác phẩm Cơ Đốc bằng tiếng Hoa bị xem là trọng tội, còn tác giả có thể phải lãnh án tử hình. Morrison gởi về Anh bản dịch tiếng Anh lệnh cấm này, cùng lúc báo cho ban giám đốc hội truyền giáo biết ông sẽ tiếp tục công việc. Trong thực tế, chính vị trí của ông trong Công ty Đông Ấn là một sự bảo đảm an toàn cho ông, trong khi đó từ điển và sách ngữ văn không thể xem là tác phẩm thuần túy tôn giáo.
Hội truyền giáo quyết định cử Mục sư William Milne và vợ đến Trung Hoa để hỗ trợ Morrison. Ngày 4 tháng 7 năm 1813, họ đặt chân đến Macau, năm ngày sau họ nhận lệnh trục xuất. Hai người phải đến Quảng Châu, gia đình Morrison theo họ. Tại đây, Morrison giúp Milne học tiếng Hoa.

## Dịch thuật Kinh Thánh

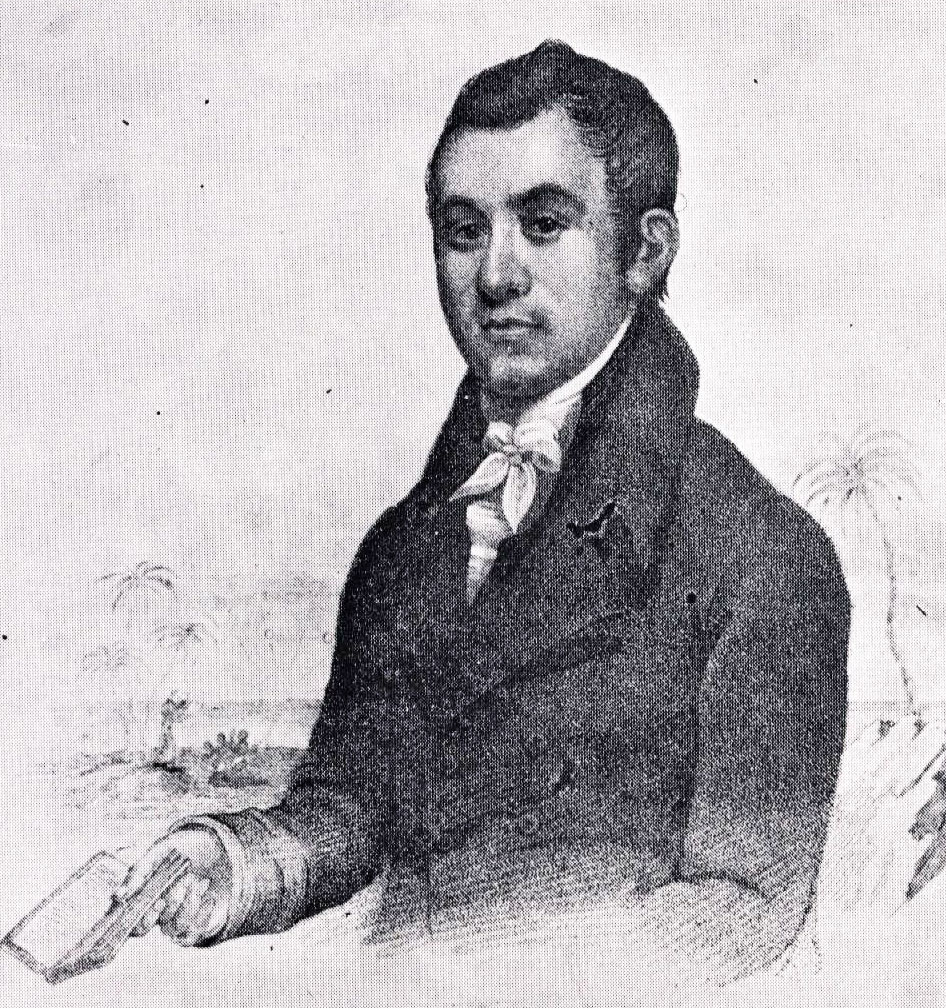
William Milne đến Trung Hoa năm 1813 để giúp Morrison phiên dịch Kinh Thánh.

Morrison dịch Kinh Thánh sang tiếng Hoa, và soạn một quyển từ điển tiếng Hoa cho người phương Tây. Ông phải mất 12 năm cho bản dịch Kinh Thánh, và 16 năm cho nỗ lực biên soạn từ điển. Năm 1815, ông từ nhiệm khỏi Công ty Đông Ấn. Đến cuối năm 1813, toàn bộ Tân Ước Hoa ngữ được ấn hành. Morrison sử dụng ngôn ngữ đàm thoại cho bản dịch này.
Lúc ấy, bán đảo Malay đang là thuộc địa của Anh, do đó là địa điểm thuận tiện để huấn luyện các truyền đạo người Hoa rồi gởi họ trở lại đại lục. Do có nhiều người Hoa sống rải rác trong vùng, Milne đi khảo sát khắp vùng, và phân phối Tân Ước và các tiểu luận Cơ Đốc khi có cơ hội. Ông đến đảo Banca, rồi Batavia, thủ phủ của Java. Ở đây ông gặp thống đốc, được trợ giúp tài chính để đến thăm các khu định cư thuộc Java. Từ Java Milne tới Malacca, kế đó là Penang. Đến mùa thu năm 1814, Milne trở lại Quảng Châu.
Hai nhà truyền giáo tìm kiếm một địa điểm an toàn để mở cơ sở in ấn và huấn luyện các giáo sĩ người Hoa. Malacca được chọn do vị trí của nó ở giữa Ấn Độ và Trung Hoa, thuận lợi trong giao thông. Milne quyết định đến sống tại đây.
Bảy năm sau khi đặt chân đến Trung Hoa, ngày 14 tháng 5 năm 1814, Morrison cử hành lễ báp têm cho tín hữu đầu tiên. Người Hoa đầu tiên tiếp nhận đức tin Kháng Cách là Tsae A-Ko. Morrison thuật lại sự kiện này trong nhật ký, "tại dòng suối dưới chân một ngọn đồi dốc sát biển. Ở nơi vắng bóng người này, tôi đã cử hành lễ báp têm nhân danh Chúa Cha, Chúa Con, và Chúa Thánh Linh.... Tôi mong rằng người này sẽ là trái đầu mùa cho một đợt thu hoạch lớn."
Trong hoàn cảnh khó khăn như thế, hội thánh Trung Hoa bắt đầu phát triển.
Cùng lúc, Công ty Đông Ấn cho ấn hành quyển từ điển tiếng Hoa của Morrison, chi phí in ấn lên đến 10 000 bảng Anh. Thánh Kinh Hội cũng trợ giúp 1 000 bảng trả cho các khoản chi phí ấn hành Tân Ước. Một thành viên ban giám đốc Công ty Đông Ấn di chúc cho Morrison khoản tiền 1 000 bảng cho mục tiêu truyền bá Cơ Đốc giáo, ông sử dụng số tiền này cho việc ấn hành bản Tân Ước bỏ túi.
Năm 1817, Morrison hộ tống Lord Amherst trong chuyến đi sứ đến Bắc Kinh trong cương vị thông dịch viên. Chuyến đi đem ông qua nhiều thành phố và các vùng nông thôn, giúp ông khám phá nhiều khía cạnh trong đời sống Trung Hoa. Mặt khác, chuyến đi không chỉ phục hồi sức khỏe mà còn làm sống lại nhiệt tâm truyền bá phúc âm của Morrison. Trong xứ sở bao la đông đảo người này, chỉ đơn độc một cơ sở truyền giáo Kháng Cách của Morrison.
Một thành quả khác của Morrison, như là một nhà truyền giáo tiên phong, là thành lập một chẩn y viện, cung ứng sự điều trị nhân đạo và hiệu quả cho cư dân trong vùng. Morrison bị tác động mạnh bởi tình trạng khốn khó, nghèo khổ và nhiều bất hạnh của người nghèo ở Trung Hoa. Morrison tìm một thầy thuốc giỏi người Hoa, giao ông quản lý chẩn y viện với sự hỗ trợ của Bác sĩ Livingstone, một người bạn của Morrison.
Năm 1818, Morrison và Milne thành lập một trường học cho trẻ em người Hoa và Malay có tên Trường Anh Hoa, đến năm 1843 dời về Hong Kong khi lãnh thổ này trở thành thuộc địa của Anh. 

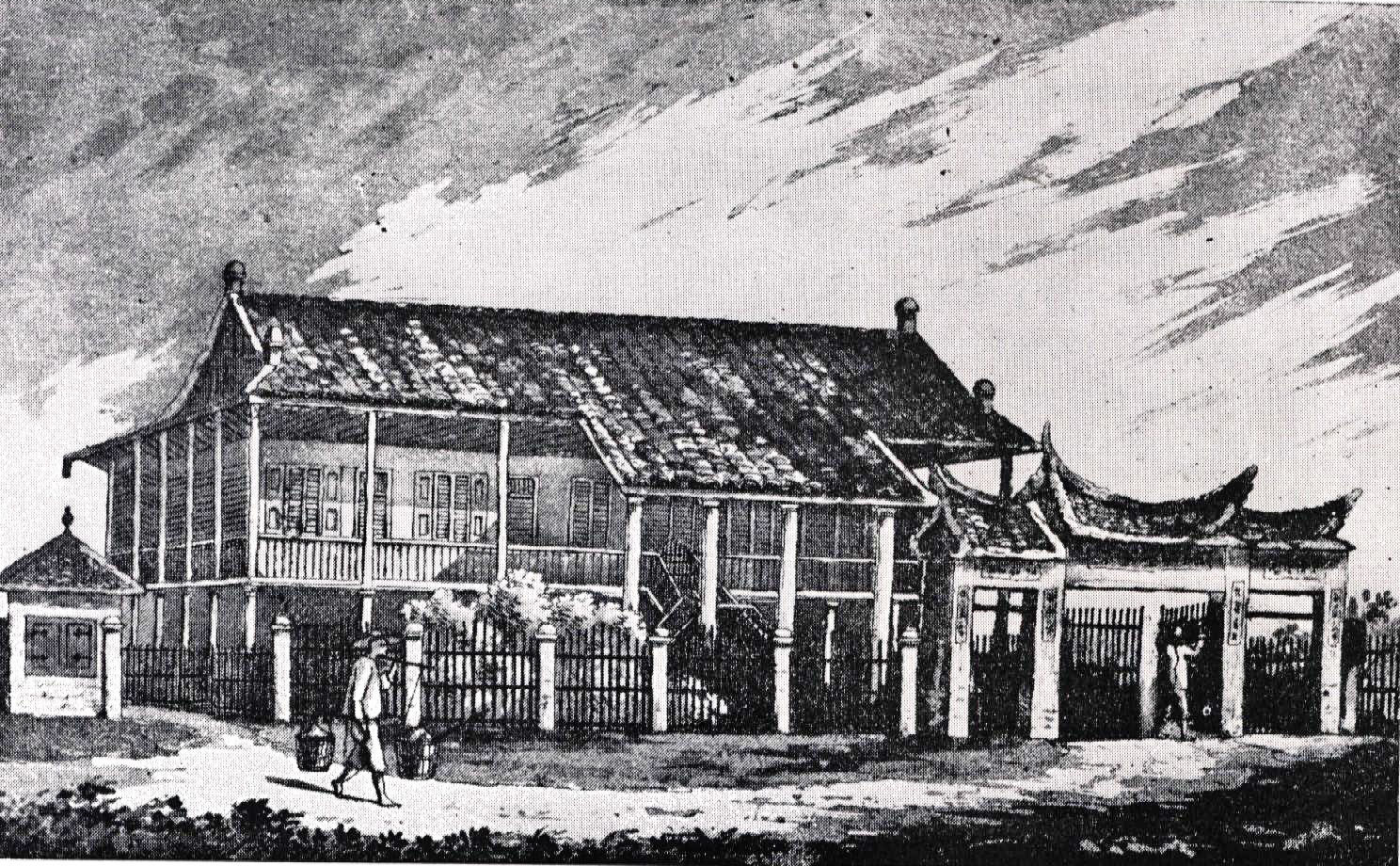
Trường đại học tại Malacca, Malaysia năm 1834.

Morrison hợp tác với Milne dịch Cựu Ước sang Hoa văn; trong hai dịch giả, Morrison là người am tường bản ngữ và thường phải hiệu đính bản dịch của đồng sự, Milne cũng tiến bộ rất nhiều và đóng góp đáng kể cho việc dịch thuật. Trong khi đó, các tiểu luận vẫn tiếp tục được ấn hành. Morrison cũng viết một quyển sách nhỏ tựa đề "Chuyến đi vòng quanh thế giới" với định ý giúp độc giả Trung Hoa làm quen với các tập quán và tư tưởng châu Âu để nhận ra rằng nền văn hóa này đã khởi nguồn từ các giá trị Cơ Đốc.
Tại Malacca, Morrison thành lập Đại học Anh Hoa với mục tiêu giới thiệu các giá trị phương Đông với thế giới phương Tây và ngược lại. Nói cách khác, đây là nỗ lực kiến tạo sự hiểu biết giữa hai nền văn minh, cũng là phương pháp hữu hiệu, theo góc nhìn của Morrison, giúp tư tưởng Cơ Đốc hội nhập với văn hóa Trung Hoa. Ngôi trường mở cửa cho tất cả sinh viên Trung Hoa muốn học biết về văn chương châu Âu, và cho tất cả sinh viên Âu châu muốn nghiên cứu văn hóa Trung Hoa. Các giáo sĩ, sau khi đến Trung Hoa, cũng tìm đến trường để trau giồi ngôn ngữ mà họ sẽ sử dụng để chia sẻ thông điệp phúc âm.
Đề án của Morrison nhận được sự đáp ứng thuận lợi. Hội Truyền giáo Luân Đôn hiến tặng đất. Tổng đốc Malacca và nhiều cư dân khác đóng góp tài chính. Morrison cũng trích 1 000 bảng Anh từ tài sản ít ỏi của mình. Milne được bổ nhiệm làm viện trưởng. Trong số các sinh viên đầu tiên của trường, không có ai là tín hữu Cơ Đốc. Là người xác tín với niềm tin Cơ Đốc, Morrison không chấp nhận việc xúc phạm đến tín ngưỡng của người khác, nhưng tin rằng chân lý Cơ Đốc sẽ phát triển nhờ các giá trị tự thân.
Mary Morrison trở về Anh và qua đời năm 1821; Bà Milne đã mất trước đó. Đến năm 1822, William Milne cũng từ trần để lại Morrison là người đơn độc trong số bốn nhà truyền giáo đầu tiên đến Trung Hoa. Đất nước này vẫn lãnh đạm với phúc âm.

## Trở lại Anh Quốc
Năm 1822, Morrison đến thăm Malacca và Singapore rồi về Anh năm 1824.

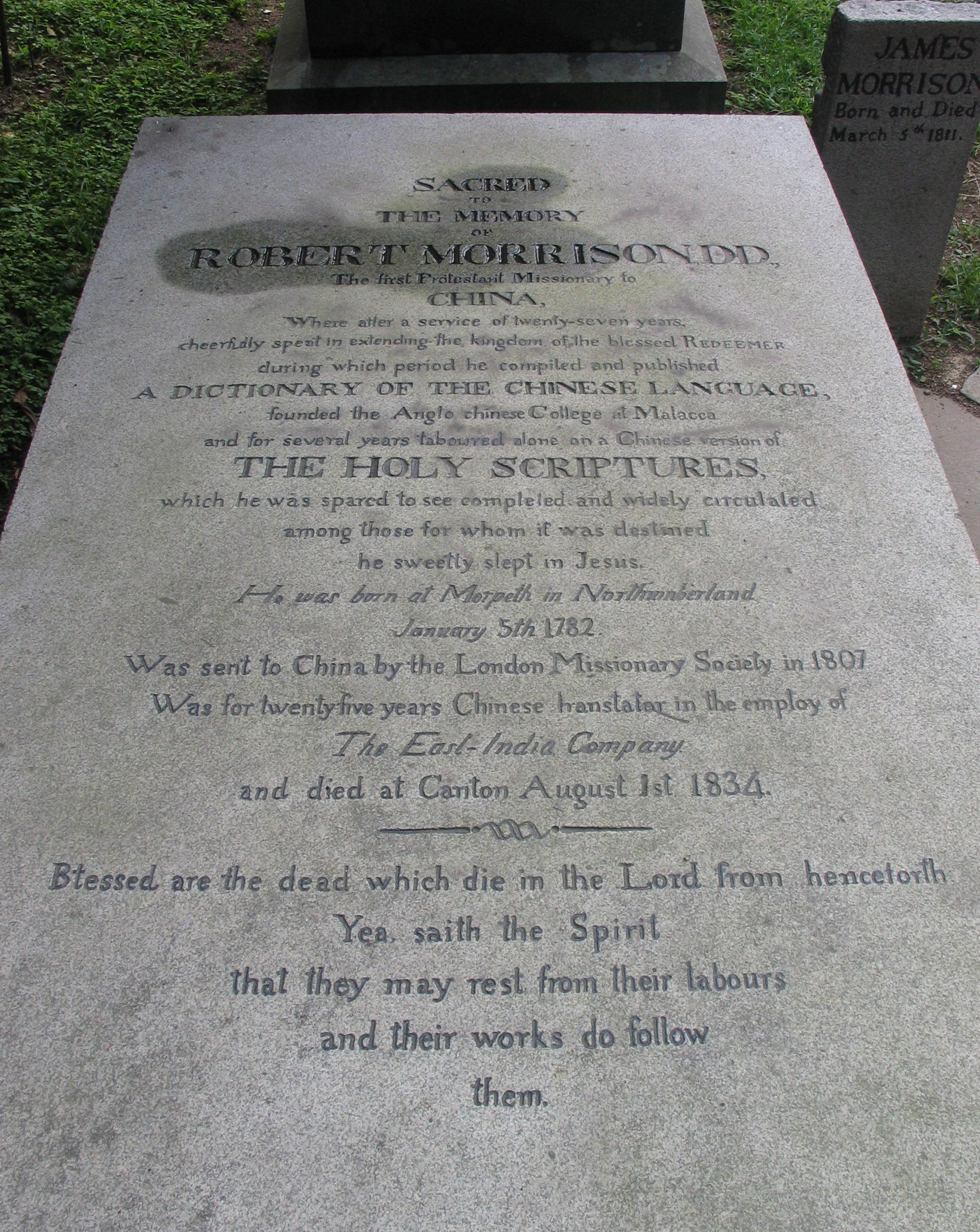
Mộ phần của Robert Morrison tại Macau

Đại học Glasgow đã trao tặng ông bằng Tiến sĩ Danh dự năm 1817, lần này ông được mời làm thành viên Hiệp hội Hoàng gia. Morrison mang về Anh một lượng lớn sách Hoa văn để tặng Đại học London University.
Morrison lưu trú ở Anh trong hai năm 1824 và 1825, trong lần yết kiến Vua George IV, ông tặng nhà vua quyển Kinh Thánh Hoa văn của ông. Công chúng thuộc mọi tầng lớp dành cho Morrison sự tôn trọng đặc biệt. Ông luôn bận rộn với công việc dạy tiếng Hoa cho giới quý tộc Anh, cũng như khơi động sự quan tâm và thiện cảm dành cho Trung Hoa. Tháng 11 năm 1824, Morrison tái hôn với Eliza Armstrong, gia đình Morrison trở lại Trung Hoa năm 1826.

## Cuối đời
Tình hình đã thay đổi, ban lãnh đạo mới của Công ty Đông Ấn không mấy thiện cảm với công cuộc truyền giáo. Mối quan hệ giữa các thương nhân người Anh và giới hữu trách Trung Hoa ngày càng căng thẳng. Mây đen vần vũ và bão tố chực chờ. Quan lại triều đình kiêu ngạo và độc đoán trong khi thương nhân Anh tham lam và quyết tâm đẩy mạnh các thương vụ thuốc phiện trên đất nước này. Chiến tranh bùng nổ, lẽ phải thuộc về Trung Hoa nhưng sức mạnh thuộc về nước Anh. Toàn bộ công cuộc truyền giáo bị tổn hại nặng nề bởi sai lầm này.
Trong thời gian Morrison vắng mặt, trách nhiệm đặt trên vai một giáo viên người Hoa tên Lương Phát (梁發), một trong những tân tín hữu đầu tiên của Morrison. Từng chịu đựng nhiều khó khăn vì đức tin, Lương Phát chứng tỏ mình là người kiên định và đầy nhiệt huyết khi tiếp tục công việc Morrison để lại. Một hội thánh nhỏ đang trên đà phát triển, một số người công khai xưng nhận đức tin và chịu lễ báp têm, nhiều người khác theo Chúa cách thầm lặng. Các nhà truyền giáo người Mỹ được gởi đến trợ giúp Morrison, nhiều ấn phẩm Cơ Đốc được ấn hành; nhờ đó Morrison có nhiều thì giờ để tiếp xúc và giới thiệu phúc âm cho người Hoa. Năm 1832, ông viết:

Quảng Đông bây giờ khác hẳn Quảng Đông mà tôi thấy năm 1807. Các học giả và sinh viên thần học người Hoa, báo chí tiếng Anh và Kinh Thánh tiếng Hoa, người ta công khai thờ phượng Chúa, tất cả đều tiến triển trong thời gian qua. Tôi đã phụng sự thế hệ này, và Chúa biết lúc nào nên đem tôi về.
Tháng 6 năm 1834, Morrison soạn bài giảng cuối cùng của mình tựa đề "Trong nhà Cha ta có nhiều chỗ ở." Đến ngày 1 tháng 8, nhà truyền giáo Kháng Cách đầu tiên đến Trung Hoa từ trần tại nhà riêng ở tuổi 52. Hôm sau, di hài của ông được đưa đến Macau, an táng trong một nghĩa trang Kháng Cách bên cạnh vợ và con trai của ông.